# Aeroportul Internațional OR Tambo
Aeroportul Internațional OR Tambo (IATA: JNB, ICAO: FAOR) este un aeroport din Kemptonpark, City of Ekurhuleni Metropolitan Municipality⁠(d), Provincia Gauteng, Africa de Sud ce deservește zona Johannesburg. Aeroportul a fost tranzitat în decembrie 2022 de 1.495.957 de pasageri. A fost deschis în 1952 și numit după Oliver Reginald Tambo⁠(d).
Situat la o altitudine de 1.694 m, aeroportul dispune de 2 piste. Este operat de Airports Company South Africa⁠(d).

## Infrastructură

### Piste
Aeroportul dispune de 2 piste. Pista 03L/21R are suprafața de asfalt și dimensiunile 4.421 m × 60 m. Pista 03R/21L are suprafața de asfalt și dimensiunile 3.405 m × 60 m. 